# Lindsayomyrtus racemoides
Lindsayomyrtus racemoides är en myrtenväxtart som först beskrevs av S. Greves, och fick sitt nu gällande namn av Lyndley Alan Craven. Lindsayomyrtus racemoides ingår i släktet Lindsayomyrtus och familjen myrtenväxter. Inga underarter finns listade i Catalogue of Life.